# Please Miniskirt Postwoman!
「Please Miniskirt Postwoman!」（プリーズ ミニスカ ポストウーマン!）是日本的女子偶像組合S/mileage的第8張單曲。2011年12月28日由hachama發售，是1期成員前田憂佳的生日。

## 概要
- 「Please Miniskirt Postwoman!」是S/mileage準成員中西香菜、竹內朱莉、勝田里奈、田村芽実升格為正式成員後第一張單曲，亦是1期成員前田憂佳的畢業單曲。
- 此單曲有5個版本，分別有「初回生産限定盤A - D」和「CD ONLY」。「初回生産限定盤A - C」收錄了「Please Miniskirt Postwoman!」的PV。
- 「初回生産限定盤A - C」收錄了B面曲「你好 晚安」；「初回生産限定盤D」收錄了B面曲「S/mileage單曲 Gekiyaba Remix」，曲目為噓聲的愛 Buu! ～ 短髮 ～ 站起來女孩；「CD ONLY」收錄了女歌手後藤真希的「邊走邊牽著手」。
- 在1月9日於公信榜单曲週排行榜取得第5位。
- 此單曲是S/mileage出道以來首週銷量最高的單曲（34,132張）。

## 收錄内容

### CD（初回生産限定盤A - C）
1. Please Miniskirt Postwoman!
（作詞・作曲：淳君 編曲：大久保薫）
2. 你好 晚安（こんにちは こんばんは）
（作詞・作曲：淳君  編曲：板垣祐介）
3. Please Miniskirt Postwoman!(Instrumental)

### CD（初回生産限定盤D）
1. Please Miniskirt Postwoman!
2. S/mileage單曲 Gekiyaba Remix（スマイレージシングルス 激ヤバリミックス）
噓聲的愛 Buu! ～ 短髮 ～ 站起來女孩
3. Please Miniskirt Postwoman!(Instrumental)

### CD（CD ONLY）
1. Please Miniskirt Postwoman!
2. 邊走邊牽著手（手を握って歩きたい）
（作詞・作曲：淳君  編曲：大久保薫）
3. Please Miniskirt Postwoman!(Instrumental)

### DVD（初回生産限定盤A）
1. Please Miniskirt Postwoman!（Dance Shot Ver.）

### DVD（初回生産限定盤B）
1. Please Miniskirt Postwoman!（Friends Ver.）

### DVD（初回生産限定盤C）
1. Please Miniskirt Postwoman!（Dance Shot Ver. II）